# Serra-di-Ferro
Serra-di-Ferro là một xã của tỉnh Corse-du-Sud, thuộc vùng Corse, trên đảo Corse ở Pháp.